# Lista de presidentes do Governo da Rússia
Esta é uma lista de presidentes do Governo da Rússia desde a criação do cargo em 1905. 
O cargo de primeiro-ministro foi criado em 1905, logo após a Revolução Russa de 1905, que pressionou a criação da Duma Imperial.  Com a Revolução de 1917, o cargo foi mudado para um caráter republicano e em 1922, com a criação da União Soviética, o cargo foi de caráter federativo, com a Rússia sendo o principal membro da União.  Com a independência russa em 1991, o cargo foi inserido no sistema semipresidencialista que até hoje vigora no país.  

## Presidente do Conselho de Ministros doImpério Russo(1905-1917)
| N.º | Incumbente | Incumbente         | Mandato                 | Mandato                 | Partido      | Imperador  |
| --- | ---------- | ------------------ | ----------------------- | ----------------------- | ------------ | ---------- |
| 1   |            | Serguei Witte      | 6 de novembro de 1905   | 5 de maio de 1906       | Independente | Nicolau II |
| 2   |            | Iván Goremykin     | 5 de maio de 1906       | 21 de julho de 1906     | Independente | Nicolau II |
| 3   |            | Piotr Stolípin     | 21 de julho de 1906     | 18 de setembro de 1911  | Independente | Nicolau II |
| 4   |            | Vladímir Kokóvtsov | 18 de setembro de 1911  | 12 de fevereiro de 1914 | Independente | Nicolau II |
| (2) |            | Iván Goremykin     | 12 de fevereiro de 1914 | 2 de fevereiro de 1916  | Independente | Nicolau II |
| 5   |            | Borís Shtiúrmer    | 2 de fevereiro de 1916  | 23 de novembro de 1916  | Independente | Nicolau II |
| 6   |            | Aleksandr Trépov   | 23 de novembro de 1916  | 9 de janeiro de 1917    | Independente | Nicolau II |
| 7   |            | Nikolái Golitsyn   | 9 de janeiro de 1917    | 12 de março de 1917     | Independente | Nicolau II |

## Ministro-Presidente doGoverno ProvisóriodaRepública Russa(1917)
| N.º | Incumbente | Incumbente         | Mandato             | Mandato               | Partido                           |
| --- | ---------- | ------------------ | ------------------- | --------------------- | --------------------------------- |
| -   |            | Georgy Lvov        | 23 de março de 1917 | 21 de julho de 1917   | Partido Constitucional Democrata  |
| -   |            | Alexander Kerensky | 21 de julho de 1917 | 8 de novembro de 1917 | Partido Socialista Revolucionário |

## Presidentes do Conselho de Comissários do Povo daU.R.S.S(1924-1946)
| N.º | Incumbente | Incumbente                    | Mandato                | Mandato                | Partido           | Chefe de Estado                                                                |
| --- | ---------- | ----------------------------- | ---------------------- | ---------------------- | ----------------- | ------------------------------------------------------------------------------ |
| 1   |            | Vladimir Lenin                | 8 de novembro de 1917  | 21 de janeiro de 1924  | Partido Comunista | Mikhail Kalinin (1917) Yakov Sverdlov (1917-1919)                              |
| 2   |            | Aleksei Rykov                 | 2 de fevereiro de 1924 | 18 de maio de 1929     | Partido Comunista | Mikhail Kalinin (1919-1938)                                                    |
| 3   |            | Sergey Syrtsov                | 18 de maio de 1929     | 3 de novembro de 1930  | Partido Comunista | Mikhail Kalinin (1919-1938)                                                    |
| 4   |            | Daniil Sulimov                | 3 de novembro de 1930  | 22 de julho de 1937    | Partido Comunista | Mikhail Kalinin (1919-1938)                                                    |
| 5   |            | Nikolai Bulganin              | 22 de julho de 1937    | 17 de setembro de 1938 | Partido Comunista | Mikhail Kalinin (1919-1938)                                                    |
| 6   |            | Vasily Vakhrushev             | 17 de setembro de 1938 | 2 de junho de 1940     | Partido Comunista | Aleksei Badaev (1938-1944)                                                     |
| 7   |            | Ivan Khokhlov                 | 2 de junho de 1940     | 23 de junho de 1943    | Partido Comunista | Aleksei Badaev (1938-1944)                                                     |
| 8   |            | Alexei Kossygin               | 23 de junho de 1943    | 23 de março de 1946    | Partido Comunista | Aleksei Badayev (1938-1944) Nikolai Shvernik (1944-1946)                       |
| 9   |            | Mikhail Rodionov              | 23 de março de 1946    | 8 de março de 1949     | Partido Comunista | Ivan Vlasov (1946-1950)                                                        |
| 10  |            | Boris Nikolayevich Chernousov | 8 de março de 1949     | 20 de outubro de 1952  | Partido Comunista | Mikhail Tarasov (1950-1959)                                                    |
| 11  |            | Alexander Puzanov             | 20 de outubro de 1952  | 24 de janeiro de 1956  | Partido Comunista | Mikhail Tarasov (1950-1959)                                                    |
| 12  |            | Mikhail Yasnov                | 24 de janeiro de 1956  | 19 de dezembro de 1957 | Partido Comunista | Mikhail Tarasov (1950-1959)                                                    |
| 13  |            | Frol Kozlov                   | 19 de dezembro de 1957 | 31 de março de 1958    | Partido Comunista | Mikhail Tarasov (1950-1959)                                                    |
| 14  |            | Dmitry Polyansky              | 31 de março de 1958    | 23 de novembro de 1962 | Partido Comunista | Mikhail Tarasov (1950-1959) Nikolai Ignatov (1959) Nikolay Organov (1959-1962) |
| 15  |            | Gennady Voronov               | 23 de novembro de 1962 | 23 de julho de 1971    | Partido Comunista | Nikolay Ignatov (1962-1966) Mikhail Yasnov (1966-1985)                         |
| 16  |            | Mikhail Solomentsev           | 23 de julho de 1971    | 24 de junho de 1983    | Partido Comunista | Mikhail Yasnov (1966-1985)                                                     |
| 17  |            | Vitaly Vorotnikov             | 24 de junho de 1983    | 3 de outubro de 1988   | Partido Comunista | Mikhail Yasnov (1966-1985) Vladimir Orlov (1985-1988)                          |
| 18  |            | Aleksandr Vlasov              | 3 de outubro de 1988   | 15 de junho de 1990    | Partido Comunista | Vitaly Vorotnikov (1988-1990)                                                  |
| 19  |            | Ivan Silayev                  | 15 de junho de 1990    | 26 de setembro de 1991 | Partido Comunista | Boris Iéltsin (1990-1991)                                                      |
| 20  |            | Boris Iéltsin                 | 6 de novembro de 1991  | 25 de dezembro de 1991 | Partido Comunista | Boris Iéltsin (1990-1991)                                                      |

## Presidentes de Governo da Rússia (1991-presente)
| N.º | Incumbente | Incumbente          | Mandato                | Mandato                 | Partido              | Presidente      |
| --- | ---------- | ------------------- | ---------------------- | ----------------------- | -------------------- | --------------- |
| 1   |            | Viktor Chernomyrdin | 14 de dezembro de 1991 | 15 de junho de 1992     | Independente         | Boris Iéltsin   |
| 2   |            | Sergey Kiriyenko    | 15 de junho de 1992    | 23 de março de 1998     | Nosso Lar - Rússia   | Boris Iéltsin   |
| 3   |            | Yevgeny Primakov    | 24 de abril de 1998    | 23 de agosto de 1998    | Independente         | Boris Iéltsin   |
| 4   |            | Sergei Stepashin    | 11 de setembro de 1998 | 12 de maio de 1999      | Pátria - Toda Rússia | Boris Iéltsin   |
| 5   |            | Vladimir Putin      | 19 de maio de 1999     | 7 de maio de 2000       | Unida                | Boris Iéltsin   |
| 6   |            | Mikhail Kasyanov    | 17 de maio de 2000     | 24 de fevereiro de 2004 | Independente         | Vladimir Putin  |
| 7   |            | Mikhail Fradkov     | 5 de março de 2004     | 14 de setembro de 2007  | Independente         | Vladimir Putin  |
| 8   |            | Viktor Zubkov       | 14 de setembro de 2007 | 7 de maio de 2008       | Rússia Unida         | Vladimir Putin  |
| 9   |            | Vladimir Putin      | 8 de maio de 2008      | 7 de maio de 2012       | Rússia Unida         | Dmitri Medvedev |
| 10  |            | Dmitri Medvedev     | 8 de maio de 2012      | 15 de janeiro de 2020   | Rússia Unida         | Vladimir Putin  |
| 11  |            | Mikhail Mishustin   | 16 de janeiro de 2020  | Presente                | Independente         | Vladimir Putin  |